# Воскресенское (Андреапольский район)
Воскресенское — село в Андреапольском районе Тверской области. Входит в Хотилицкое сельское поселение.

## География
Расположена примерно в 8 верстах к западу от села Хотилицы рядом с озером Велия. Село состоит из двух частей, расположенных на разных берегах речки Любутка. Северная левобережная часть это бывшая деревня Свистуново.

## История
На топографической карте Фёдора Шуберта, изданной в 1871 году, обозначено сельцо Воскресенское.
В списке населённых мест Псковской губернии за 1885 год значится усадьба Воскресенское. Располагалась при реке Любутке в 20 верстах от уездного города (Торопец). Входила в состав Новорожской волости Торопецкого уезда. Имела 5 дворов и 5 жителей.
На карте РККА 1923—1941 годов обозначена деревня Воскресенское. Имела 8 дворов.
По состоянию на 1996 год в селе имелось 51 хозяйство и проживало 129 человек. 

## Население
| 2002 | 2010 |
| ---- | ---- |
| 105  | ↘65  |